# Чжан Хань
Чжан Хань (умер 205 до н. э.) — генерал династии Цинь. Вёл операции по подавлению восстаний, возникших во время правления императора Эрши Хуана, и неоднократно уничтожал отряды мятежников. В 207 году он потерпел поражение в сражении против армии династии Чу, которую возглавлял Сян Юй, в Битве при Цзюйлу. Опасаясь императора, он сдался Сян Юю вместе с 200 тысячами циньских солдат. Это событие предрешило поражение империи Цинь и последующую ликвидацию династии. От Сян Юя он получил титул Юн-вана (雍王) и землю во владение в районе Гуаньчжун, в соответствии с административной структурой 18 царств, установленной Сянь Юем. Позднее Лю Бан занял его территорию, и он покончил с собой через год в осаждённом городе.

## Биография
В 209 году до н. э. посланный Чэнь Шэном военачальник Чжоу Чжан повёл свои войска прямо к столичному городу Сяньян. Император Эрши Хуан перепугался, и созвал приближённых чтобы принять меры против мятежников. Поскольку враг подступил к столице очень близко и помощь мобилизованных в провинциях войск могла запоздать, начальник налогового ведомства Чжан Хань предложил амнистировать ряд заключённых, работавших на постройке мавзолея Цинь Шихуанди и усилить ими армию, чтобы покарать мятежников. Император одобрил план и объявил большую амнистию, а во главу армии встал Чжан Хань. Чжоу Чжан был разгромлен армией Чжан Ханя и убит.
После успешной операции Чжан Хань направился на восток и разгромил повстанческую армию Чэнь Шэ. потом направился против повстанцев царства Вэй и также одержал победу над Вэй и Ци. Несмотря на одержанные циньцами победы, восстание разгоралось ещё больше.
Потом Чжан Хань проиграл сражение армии Сян Ляна, который пришёл на помощь Тянь Жуну из царства Ци.
Однако в походе на восток Чжан Ханю удалось победить в Битве при Динтао, где Сян Лян был убит.
В 207 году до н. э. Чжан Хань атаковал восставшее царство Чжао и окружил Цзюйлу (сейчас уезд Цзюйлу 巨鹿县, округ Синтай, пров. Хэбэй). Чжаоский ван обратился к Чускому Хуай-вану за помощью. Сян Юй направился в Чжао на помощь, и состоялась битва под Цзюйлу, в которой войска циньцев были разбиты, и погиб циньский генерал Ван Ли. Чжан Хань послал в столицу Сыма Синя, чтобы он вызвал подкрепления, однако Чжао Гао не пустил его к императору, и он получил отказ. Сыма Синь еле убежал от погони, и доложил Чжан Ханю, что власть в Цинь узурпировал Чжао Гао.
Чжан после доклада Сыма Синя понял, что у него нет никакого выхода — либо он погибнет в бою против Чу, либо его убьют при дворе у Чжао Гао по ложному навету или клевете, как уже были убиты многие циньские генералы и вельможи. Тогда Чжан Хань решил сдаться Сян Юю с двухсоттысячным войском, послав к нему гонца для ведения тайных переговоров. Скоро они организовали встречу, и Чжан Хань пожаловался Сянь Юю на Чжао Гао. Этот эпизод практически переломил войну в пользу Чу.
Сян Юй присвоил Чжан Ханю титул Юн-вана (雍王), определив ему во владение плодородную территорию недалеко от столицы Сяньяна. Подслушав через соглядатаев разговоры среди солдат сдавшейся циньской армии, Сян Юй пришёл к выводу, что она ненадёжна и может обернуться против него. Он отделил Чжан Ханя, Сыма Синя и нескольких генералов от своей армии, присвоив им титулы, а 200 тысяч циньских солдат, оставшихся без командования, неожиданно ночью окружил и перебил.
В 206 году до н. э., когда циньская империя пала, Сян Юй разделил Китай на 18 царств. Область Гуаньчжун около столицы поделилась на три надела. В этом разделении заключалась хитрость. Лю Бану нельзя было не отдать области Гуаньчжун, так как она была обещана Хуай-ваном ещё до начала штурма. Поэтому ему досталась самая далёкая территория, а две других получил Чжан Хань и Сыма Синь (с титулом Сай-ван). Расчёт был в том, чтобы ослабить Лю Бана, который должен был вступить в конфликт с бывшими циньскими генералами.
В 205 году до н. э. Лю Бан захватил весь Гуаньчжун, включая территорию Чжан Ханя. Он напал на Чжан Ханя неожиданно, развернув войска, следовавшие в другом направлении, и одержал две победы подряд. Чжан бежал в Фэйцю (сейчас Синпин, пров. Шэньси) и оставался там около года в осаде. К концу 205 года Лю Бан во главе с ханьской армией занял Фэйцю, для этого он подвёл воду и приказал затопить город. Город сдался, а Чжан Хань покончил с собой.